# Dallas Tornado
Dallas Tornado war der Name eines von 1967 bis 1981 bestehenden Profi-Fußball-Franchise aus dem Großraum Dallas in Texas. 1967 für die United Soccer Association (USA) gegründet, war Dallas Tornado Gründungsmitglied der North American Soccer League (NASL). Größter Erfolg war der Gewinn der Meisterschaft 1971, zudem wurde der Club 1973 Vizemeister und insgesamt viermal Divisionsbester nach der Vorrunde. Das Franchise gehörte Lamar Hunt. Sowohl 1967 in den USA als auch in der ersten Halbsaison 1969 in der NASL hatte Dallas Tornado keine eigene Mannschaft, stattdessen spielte der Kader des schottischen Erstligisten Dundee United unter dem Namen Tornados.

## Spieler
- Willi Lippens (1979)
- Gert Trinklein (1979–1980)
- Egwin Wolf (1979–1981)
- Wolfgang Rausch (1979–1981)
- Klaus Toppmöller (1980)